# Sibylle de Fortià
Sibylle de Fortià (vers 1350 † Barcelone, le 4 ou le 24 novembre 1406), reine consort de la Couronne d'Aragon (1377-1387), était la fille du baron Bernard de Fortià et de Françoise de Vilamarí. Elle fut la quatrième épouse du roi Pierre IV le Cérémonieux.

## Biographie

### Jeunesse
Sibylle était réputée pour sa beauté dans sa jeunesse. Issue d'une famille de la petite noblesse du comté d'Empuries, elle épousa en premières noces un chevalier aragonais, Artal de Foces (gl). Devenue veuve, Sibylle devient dame de compagnie de la reine Éléonore de Sicile, troisième épouse du roi Pierre IV d'Aragon, après un séjour du couple royal dans la demeure de Sibylle, à Empordà. Éléonore mourut en 1375, laissant au roi deux fils, les futurs rois Jean Ier et Martin Ier et une fille, Eléonore.
Peu après cette mort, Sibylle attira l'attention de Pierre IV, dont elle devint la maîtresse alors qu'elle avait une vingtaine d'années et le roi cinquante-six. Lorsque Jean et Martin eurent vent de la liaison de leur père, ils exprimèrent une vive opposition à son remariage, craignant les problèmes dynastiques qui pourraient en découler. Il s'ensuivit des relations tendues entre le roi et ses fils.

### Second mariage: reine d'Aragon
Le 11 octobre 1377, Pierre IV épousa Sibylle à Barcelone, après la naissance de leur premier enfant, Alphonse, qui ne vécut qu'un an. Trois enfants naquirent de cette union :
- Alphonse (1376-1377), légitimé et titré comte de Morella ;
- Pierre (avril 1379) ;
- Isabelle (1380-1424), mariée à Jacques II, comte d'Urgell.

Au fil du temps, les relations de Sibylle et Pierre avec le reste de la famille se dégradèrent. La famille de Sibylle fut invitée à la cour et le roi commença à favoriser Bernard de Fortià, son beau-frère, dont il fit son chambellan. Sibylle, qui avait entretenu de bons rapports avec la première épouse de Jean, Marthe d'Armagnac, ne s'entendait pas avec Yolande de Bar, la deuxième épouse de son beau-fils et cet antagonisme finit par faire apparaître deux factions opposées à la cour d'Aragon. 

### Veuvage
À la mort de Pierre IV, le 5 janvier 1387, Jean et Yolande devinrent roi et reine d'Aragon et cherchèrent à se débarrasser de Sibylle. Pour sa propre sécurité, Sibylle se réfugia à Sant Martí Sarroca, où sa belle-fille, Éléonore d'Aragon s'était retirée avant sa mort. Sa famille, les comtes d'Empuries, ayant pris les armes contre le roi avec l'aide du comte Jean III d'Armagnac, elle n'y resta pas longtemps car, faite prisonnière lors de la défaite des rebelles, elle fut emprisonnée sur l'ordre de Jean et de Yolande. Laissée en vie, elle alla vivre à Barcelone où elle fut placée sous surveillance étroite mais mieux traitée qu'à la cour royale. Elle finit par percevoir une pension contre la renonciation à toutes ses prétentions. 

### Mort et inhumation

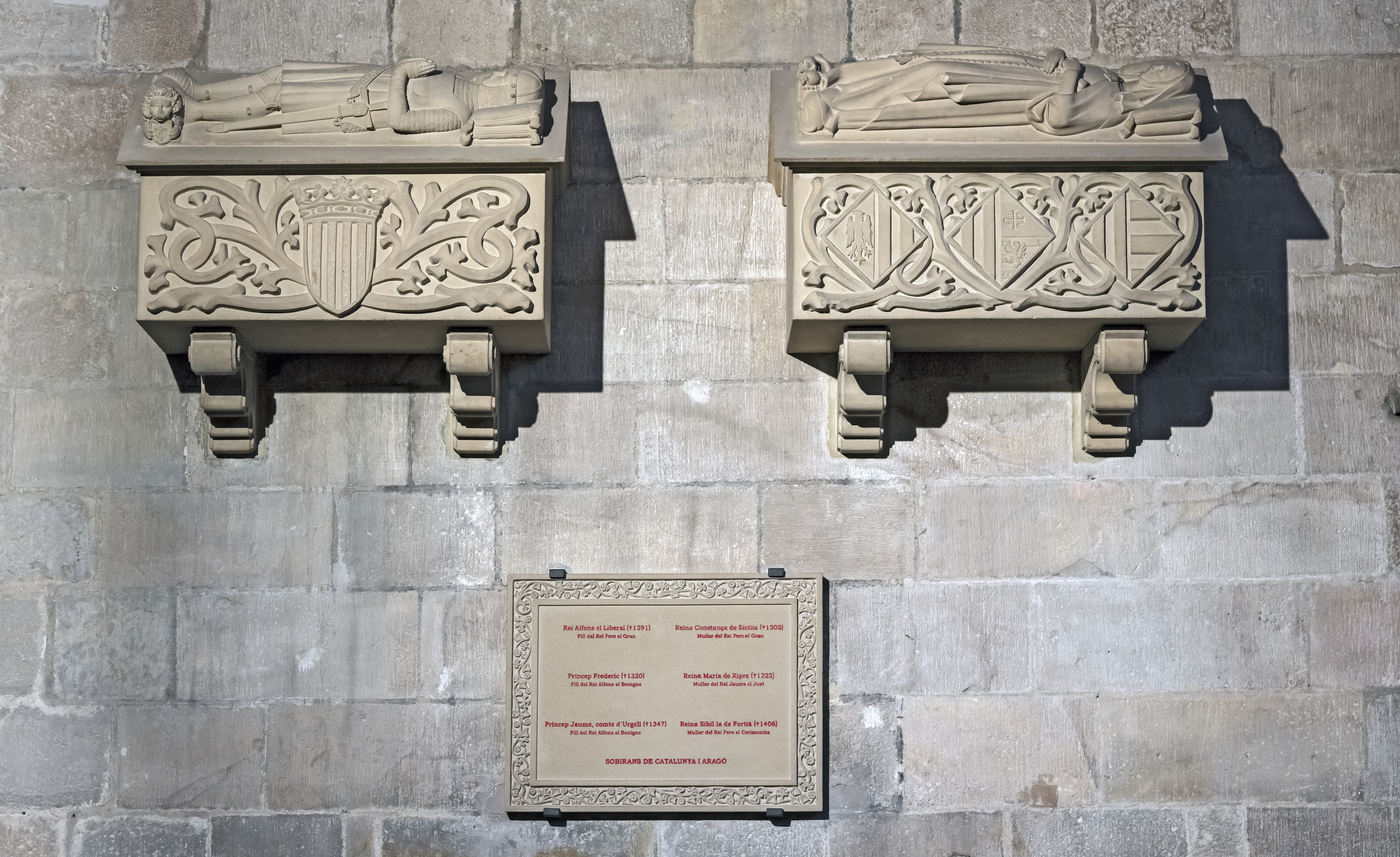
Tombes royales dans la cathédrale de Barcelone.

À la mort de Jean en 1396 et après l'accession au trône de Martin, Sibylle resta à Barcelone, où elle mourut le 24 novembre 1406. Sur ordre du roi Martin, elle eut droit à des funérailles nationales et fut enterrée au couvent Saint-François (es) de Barcelone, nécropole traditionnelle des rois et des reines d'Aragon, avant d'être transférée à l'Abbaye de Poblet.
Lorsque le couvent fut démoli au XIXe siècle, les cendres de Sibylle et d'autres souverains furent ré-enterrées le 20 avril 1852 à la cathédrale de Barcelone. Elle fut la première à être déposée dans un coffret encastré dans le mur de la chapelle des Martyrs du cloître, recouverte par Isabelle II d’Espagne. Déplacée le 13 octobre 1998 à l’intérieur de l'édifice, sa tombe se trouve actuellement sur le mur, à gauche de l'autel majeur.